# Paris-Roubaix 1958
La 56e édition de la course cycliste Paris-Roubaix a eu lieu le 13 avril 1958 et a été remportée par le Belge Leon Van Daele. La course a duré plus de 8 heures et la victoire s'est jouée dans un sprint de 23 coureurs (un record). Le groupe qui s'est disputé la victoire était composé de : 15 Belges, 6 Français, 1 Irlandais et 1 Espagnol.

## Classement final
|    | Cycliste            | Équipe              | Temps           |
| -- | ------------------- | ------------------- | --------------- |
| 1  | Leon van Daele      | Faema               | 8 h 04 min 41 s |
| 2  | Miquel Poblet       | Ignis-Doniselli     | m.t.            |
| 3  | Rik Van Looy        | Faema               | m.t.            |
| 4  | Rik van Steenbergen | Elvé-Peugeot-Marvan | m.t.            |
| 5  | Jean Forestier      | Essor-Leroux        | m.t.            |
| 6  | Alfred De Bruyne    | Carpano             | m.t.            |
| 7  | Marcel Janssens     | Elvé-Peugeot-Marvan | m.t.            |
| 8  | Roger Hassenforder  | Saint-Raphael       | m.t.            |
| 9  | Raymond Impanis     | Elve-Peugeot-Marvan | m.t.            |
| 10 | Jan Zagers          | Libertas-Dr. Mann   | m.t.            |